# Bonamia
Bonamia es un género de plantas con flores perteneciente a la familia de las convolvuláceas. Comprende 113 especies descritas y de estas, solo 46 aceptadas.

## Descripción
Son enredaderas leñosas a enredaderas herbáceas pequeñas o arbustos leñosos, generalmente perennes, glabros a pubescentes. Hojas enteras, lanceoladas, ovadas. Flores solitarias o en panículas o dicasios, la mayoría con pocas flores, brácteas pequeñas; sépalos subiguales o los exteriores más largos y variando desde suborbiculares a reniformes a cordados, obtusos a agudos; corola campanulada o frecuentemente infundibuliforme, generalmente blanca, el limbo plegado, el área no plegada típicamente ferrugínea, entera o ligeramente lobada; estambres incluidos, los filamentos filiformes; polen entero, 3-colporado o raramente agrecolpado; ovario 2-locular, 4-ovulado, estilo 1, filiforme, bífido o entero, o estilos 2 y libres, estigmas capitados, subglobosos. Frutos capsulares, generalmente ovoides, 4-valvados, pericarpo membranoso a coriáceo; semillas 1–4, glabras a pubescentes.

## Taxonomía
El género fue descrito por Louis Marie Aubert Du Petit-Thouars y publicado en Histoire des Végétaux Recueillis sur les Îles de France, la Réunion (Bourbon) et Madagascar 33–34, t. 8. 1804. La especie tipo es:  Bonamia madagascariensis Poir. 

## Especies aceptadas
A continuación se brinda un listado de las especies del género Bonamia aceptadas hasta junio de 2015, ordenadas alfabéticamente. Para cada una se indica el nombre binomial seguido del autor, abreviado según las convenciones y usos.	
- Bonamia agrostopolis
- Bonamia alatisemina
- Bonamia alternifolia
- Bonamia ankaranensis
- Bonamia apikiensis
- Bonamia apurensis
- Bonamia balansae
- Bonamia boivinii
- Bonamia boliviana
- Bonamia brevifolia
- Bonamia burchellii
- Bonamia deserticola
- Bonamia dietrichiana
- Bonamia douglasii
- Bonamia elegans
- Bonamia elliptica
- Bonamia erecta
- Bonamia ferruginea
- Bonamia gabonensis
- Bonamia grandiflora
- Bonamia holtii
- Bonamia jiviorum
- Bonamia kuhlmannii
- Bonamia langsdorffii
- Bonamia leonii
- Bonamia linearis
- Bonamia longitubulosa
- Bonamia maripoides
- Bonamia media
- Bonamia menziesii
- Bonamia mexicana
- Bonamia mossambicensis
- Bonamia multicaulis
- Bonamia nzabii
- Bonamia oblongifolia
- Bonamia ovalifolia
- Bonamia pannosa
- Bonamia peruviana
- Bonamia repens
- Bonamia rosea
- Bonamia sedderoides
- Bonamia semidigyna
- Bonamia sericea
- Bonamia spectabilis
- Bonamia sphaerocephala
- Bonamia subsessilis
- Bonamia sulphurea
- Bonamia thunbergiana
- Bonamia tomentosa
- Bonamia trichantha
- Bonamia tsivory
- Bonamia umbellata
- Bonamia velutina